# Marsh Mill
Koordinaten: 53° 52′ 29,6″ N, 3° 0′ 43,2″ W

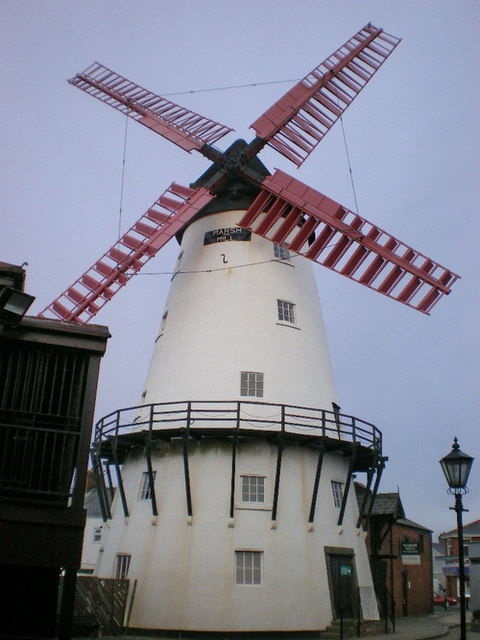
Marsh Mill in Thornton, Lancashire

Marsh Mill ist eine Holländerwindmühle in Thornton, Lancashire in England. Sie wurde 1794 von Ralph Slater im Auftrag des ortsansässigen Grundbesitzers Bold Hesketh erbaut. Ihren Zweck als Getreidemühle erfüllte die Mühle bis in die 1920er Jahre. Das Bauwerk wurde später vollständig renoviert. Es ist ein gutes Beispiel einer vollständigen englischen Windmühle und wurde von English Heritage im Grade II* als Listed Building eingestuft.

## Geschichte
Die Marsh Mill wurde von dem Grundbesitzer Bold Hesketh aus Rossall Hall in Auftrag gegeben und 1794 durch den Mühlenbauer Ralph Slater errichtet. Die Marsh Mill erhielt ihren Namen nach dem Marschland im nördlichen Fylde, das Hesketh zum Bau der Mühle trockenlegte. Slater war in der Gegend ein sehr bekannter Mühlenbauer; von ihm stammen auch Mühlen in Pilling und Clifton. Die Mühl wurde ursprünglich zum Mahlen verschiedener Sorten Mehl genutzt. Vom Beginn des 19. Jahrhunderts an diente sie dem Mahlen von Tierfutter. Der ursprüngliche Verstellmechanismus, ein manuell betriebenes Kettenkrühwerk, wurde im 19. Jahrhundert durch eine selbsttätige Windrose ersetzt. Die ursprünglichen Segelgatterflügel wurden 1896 durch Patent-Jalousieflügel ersetzt. Die Mühle stellte in den 1920er Jahren ihren Betrieb ein. Von 1928 bis 1935 wurde in der Marsh Mill ein Café betrieben. Im Jahr 1930 kam es zu einem tödlichen Unfall, als zwei Frauen, die das Bauwerk in Kaufabsicht besichtigten, zu Tode stürzten, weil die Windrosenplattform, auf der sie standen, unter ihnen zusammenbrach.
Das Bauwerk wurde von English Heritage am 24. März 1950 im Grade II* auf die Statutory List of Buildings of Special Architectural or Historic Interest gesetzt. 1965 fing die Marsh Mill Preservation Societe mit der Restaurierung des Bauwerkes an; diese dauerte 20 Jahre. Eine weitere Renovierung wurde 1990 fertig, als die Maschinerie der Mühle wieder in einen funktionsfähigen Zustand gebracht wurde. Die Mühle wurde als die „am besten erhaltene“ und „feinste“ Windmühle im Nordwesten Englands bezeichnet. English Heritage führt sie als „ein außergewöhnlich vollständiges Beispiel einer Turmwindmühle in einem landesweiten Kontext“.

## Bauwerk
Marsh Mill wurde aus verputzten Backsteinen gemauert; es hat eine Höhe von mehr als 21 m und besteht aus fünf Böden (Stockwerken). Der Turm ist abgeschrägt und hat einfache, quadratische Fenster. Ein zweistöckiges Ofenhaus ist angebaut. Das Erdgeschoss und der erste Boden diente als Lagerraum und zum Trocknen des Getreides. Der zweite Boden ist die Ebene für das Mehl. Hier befindet sich die Sichtermaschinerie. An der Außenseite führt eine hölzerne Galerie um den Turm. Sie wird von Kragsteinen im ersten Stock getragen. Dieser Rundgang ermöglicht den Zugriff auf die Mühlenflügel.
Der dritte Boden ist die Ebene für die Mühlsteine. Hier befinden sich vier Mahlgänge. Der oberste Boden dient für den Mehlstaub. Wie bei vielen Windmühlen im Fylde sitzt auf dem Turm eine bootsförmige hölzerne Kappe.

## Belege
1. 1 2 3 4 5 6 7 8 9 10 11  Marsh Mill. In: National Heritage List for England. English Heritage, archiviert vom Original am 24. Dezember 2012; abgerufen am 5. April 2015 (englisch).
2. ↑  Rennison (Hrsg.): Civil Engineering Heritage. Northern England. 1996, S. 216–217.
3. ↑  Fields: Lancashire Magic & Mystery. 1998, S. 150–151.
4. 1 2 3 4 5  Marsh Mill – A Brief History – Introduction. Wyre Borough Council, archiviert vom Original am 22. Juli 2011; abgerufen am 5. April 2015 (englisch).
5. 1 2 3 4  Hartwell, Pevsner: Lancashire – North. 2009, S. 667–668.
6. 1 2 3 4 5 6 7 8 9 10  Bilsborough: The Treasures of Lancashire. 1989, S. 48.
7. ↑  Ashmore: The Industrial Archaeology of North-west England. 1982, S. 225.
8. ↑  Brown: Windmills of England. 1976, S. 118.
9. ↑  Marsh Mill – Introduction. Wyre Borough Council, archiviert vom Original am 27. September 2011; abgerufen am 5. April 2015 (englisch).